# Nedre Lisstjärnen
Nedre Lisstjärnen är en sjö i Vansbro kommun i Dalarna och ingår i Dalälvens huvudavrinningsområde.